# 油脂 (音樂劇)
《油脂》（英語：Grease，又名《油脂》、《青春狂熱》）是美國作曲家吉姆·雅各布斯和沃倫·凱西於1971年創作的音樂劇。该剧以1950年代美國工人階級出身的青少年亞文化油脂者命名，敘述了在芝加哥一間虛構高中韋迪爾高中（原型為公立高中威廉·霍華德·塔夫脫高中）的十名高中生探索對朋輩壓力、政治、個人核心價值和愛情的疑惑。剧中歌曲重現了1950年代的搖滾風格。《油脂》在芝加哥首演后被贬为一部不修边幅、具攻擊性和低俗的音樂劇，但其後的製作減少了有關內容。《油脂》反映了青少年懷孕、童黨等社會問題。它的主題亦包含愛情、友誼、青少年犯罪、青春期時的性爆發，以及階級意識和階級鬥爭。
《油脂》在1971年於芝加哥金士顿矿业剧院首次公演，並于1972年6月7日在紐約曼哈頓中城的布罗德赫斯特剧院公演。《油脂》现已成為史上最成功的音樂劇之一。直至1980年落幕，它共在百老匯演出了3388次，打破了《屋顶上的提琴手》3242場的公演紀錄，成為百老匯公演次數最多的音樂劇，直至1983年被《歌舞線上》打破，但截至2015年4月仍為百老匯第十五最多公演場數的音樂劇。《油脂》在1973年6月在倫敦首演時，亦曾經揚威倫敦西區劇院，並在1978年改編成電影。《油脂》亦是中學話劇團、區域劇院和社區劇院較常演出的劇目之一。

## 製作歷史

### 製作背景
1959年，搖滾音樂開始在美國盛行。而性自由亦逐步開放，至1970年代更掀起性革命。加上受當時美國反戰浪潮，以及同類音樂劇《咖啡邦戈》、《毛髮》等的影響，《油脂》便在這個浪潮之下應運而生。

### 1971年芝加哥版和1972年百老匯版

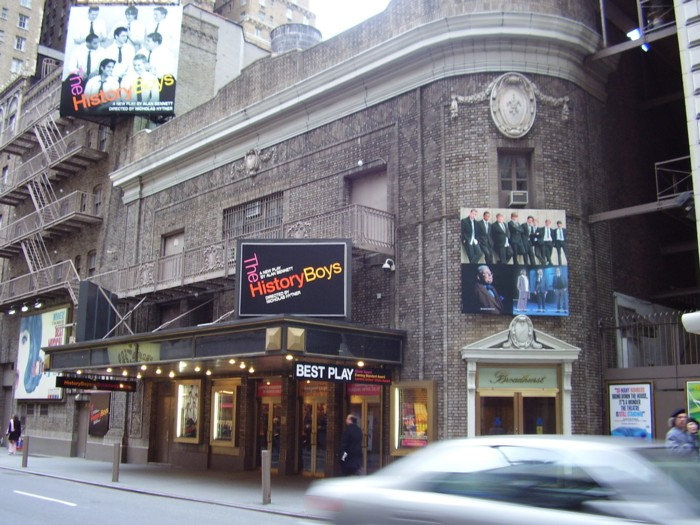
《油脂》在1972年6月7日在百老匯布罗德赫斯特剧院首度上演，圖為布罗德赫斯特剧院

《油脂》的創作背景源自編劇之一吉姆·雅各布斯在母校威廉·霍華德·塔夫脫高中的回憶。沃倫·凱西其後加入與吉姆·雅各布斯共同創作。
《油脂》在1971年於芝加哥林肯大道的金士顿矿业剧院首次公演。製片人肯·韋斯文和玛克辛·福克斯在收看芝加哥公演之後，與編劇達成協議，取得《油脂》在外百老匯的製作權和公演權。製作團隊於是由芝加哥遷到紐約，以集中在《油脂》紐約版的製作。《油脂》紐約版由湯姆·摩爾執導，帕特里夏·伯奇編舞（其後她亦參與電影版的編舞工作，並執導其續集），1972年2月14日在曼哈頓下城的伊頓劇院公演。雖然地理上當時《油脂》在外百老匯公映，但其製作已達到百老匯水準，因此該劇在第二十六屆東尼獎中獲得7項提名。
1972年6月7日，《油脂》遷至百老匯布罗德赫斯特剧院公演，再在同年11月21日遷至皇家劇院公演，並在該劇院一直公演至1980年1月27日。在公演最後五週，《油脂》再遷往座位更多的庄严剧院公演，直至1980年4月13日落幕。由在百老匯首演至落幕起計，《油脂》共進行3388次公演。
1972年百老匯首演時的演員陣容包括巴里·博斯特威克（飾演丹尼）、卡罗尔·德马斯（飾演桑迪）、阿德里安娜·巴博（飾演里索）、蒂莫西·迈耶斯（飾演肯力基）、艾倫·保羅（飾演青年天使和莊尼·加西諾）、沃尔特·伯比（飾演羅傑）、繆思·斯摩（飾演法蘭奇）等。其後出演百老匯版《油脂》的演員包括杰夫·科纳韦（後在電影版飾演肯力基）、盖尔·爱德华兹、馬利盧·亨納爾、彼得·蓋勒、艾琳·格拉夫、朱迪·凯、柏德烈·史域斯、尊·特拉華特（後在電影版飾演男主角丹尼）、杰里·扎克斯、特依特·威廉姆斯等。而李察·基爾亦在此次公演中成為替補演員，他在此次公演的角色包括男主角丹尼、青年天使和文斯·方丹。

### 1973年西區劇院版
《油脂》在1973年6月在倫敦西區劇院的新倫敦劇院公演，由當時仍未成名的李察·基爾擔演男主角丹尼。而倫敦首次公演中的其他演員包括斯泰西·格雷格（飾演桑迪）、斯蒂芬·本特（飾演羅傑）、杰奎 - 安·卡尔（飾演里索）、德里克·詹姆斯（飾演杜迪）等。其後，保罗·尼古拉斯、伊莲·佩姬取代李察·基爾和斯泰西·格雷格擔演主角。1979年第二次公演時，則由苏·波拉德和特蕾西·厄尔曼出演主角。

### 1993年西區劇院版
《油脂》在1993年在倫敦西區劇院的自治領劇院重新公演，在1996年10月轉至劍橋劇院繼續演出至1999年9月11日落幕為止。此次重新公演版由大卫·吉尔摩執導，主要演員包括克雷格·麦克拉克伦（飾演丹尼，其後改由卢克·戈斯、伊恩·凯尔西、達倫·地飾演）、黛比·吉布森（飾演桑迪，其後改由索尼娅、萨曼莎·沃马克飾演）、麦克·道尔（飾演文斯·方丹）、丹心·歐威茨（飾演帕蒂）、谢恩·里奇（飾演肯力基）、莎莉·安·普雷特（飾演里索）等。該次重演的成功促成首次英國巡迴演出，由谢恩·里奇（飾演丹尼）、海倫·威爾（飾演桑迪）、托比·辛森（飾演文斯·方丹和青年天使）、亚历克斯·伯恩（飾演肯力基）、米歇尔·胡珀（飾演里索）等主演。
此版的特色，在於該版包含了四首在電影版出現的歌曲，包括《油脂》、《絕望地貢獻給你》、《桑迪》和《你是我想要的》。「漢堡皇宮男孩」亦在此版改稱為「雷鳥」。

### 1994年百老匯版
《油脂》在1994年5月11日在百老匯尤金·奥尼尔剧院重新上演，共上演1505場，此前亦有20場預演。該版由杰夫·卡尔霍恩執導和編舞，並由瑞奇·保羅·戈爾丁（飾演丹尼）、波姬·小絲（飾演里索，後改由羅茜·奧唐納飾演）、蘇珊·伍德（飾演桑迪）、亨特·福斯特（飾演羅傑）、梅根·穆兰里（飾演馬蒂）、希瑟·斯托克斯（飾演珍）、比利·波特（飾演青年天使）等主演。
而基於該版的美國巡迴演出則在1994年9月在康涅狄格州紐哈芬市開始，並持續數年。首場巡迴演出的演員包括莎莉·斯特拉瑟斯（飾演林奇老師）、安吉拉·寶帕諾（飾演里索）、雷克斯·史密斯（飾演丹尼）、特丽莎·M·戈尔曼（飾演桑迪）、戴维·琼斯（飾演文斯·方丹）等。而其後成為長駐百老匯演員的波姬·小絲亦曾經在1994年11月參與巡迴演出，並飾演里索一角。其他曾參與巡迴演出的著名演員包括米奇·杜蘭茲（飾演文斯·方丹）、阿德里安·施密德（飾演丹尼）、黛比·吉布森、希瑟·斯托克斯、麦肯齐·菲利普斯、莊士敏·蓋伊、露西·勞倫斯（五人均為飾演里索）、萨顿·福斯特（替補演員，飾演桑迪）、瑪麗莎·珍麗特·華力加（飾演珍）等。

### 2007年百老匯版和2007年西區劇院版

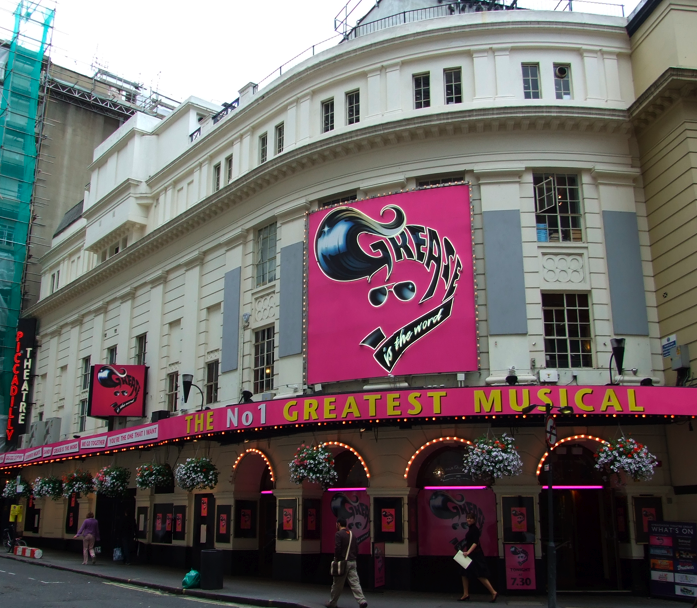
2007年版《油脂》在西區劇院皮卡迪利剧院上演，圖為上演《油脂》時的皮卡迪利剧院

2007年7月24日，《油脂》在百老匯布鲁克斯·阿特金森剧院再度預演31場，並在同年8月19日第三度公演。此次公演由凯瑟琳·马歇尔執導和編舞，此次公演的主角馬克思·科林（飾演丹尼）和劳拉·奧斯尼斯（飾演桑迪）由全國廣播公司節目《油脂：你是我想要的！》選出。本版較貼近電影版，例如本版增加了四首只在電影版出現的歌曲（《油脂》、《絕望地貢獻給你》、《桑迪》和《你是我想要的》），而在本版中，原版的「漢堡皇宮男孩」亦跟從電影版稱為「雷鳥」。此次公演在2009年1月4日落幕，共公演554場。
而西區劇院皮卡迪利剧院亦基於該版在2007年8月8日至2011年4月30日期間重演《油脂》。此次公演的主角丹尼·贝恩（飾演丹尼）和苏珊·麦克法登（飾演桑迪）由獨立電視台節目《油脂是詞》選出。在西區劇院的公演結束後，在2011年5月6日在愛丁堡開始英國逐迴演出。
該次巡迴演出的主要演員包括丹尼·贝恩（飾演丹尼）、嘉琳娜·吉莱斯皮（飾演桑迪）、瑞奇·罗哈斯（飾演肯力基）、凯特·萨默塞特·郝（飾演里索）、德里克·安德鲁斯（飾演羅傑）、劳拉·威尔逊（飾演珍）、理查德·文森特（飾演杜迪）、劳伦斯·特劳德（飾演法蘭奇）、乔什·杰维尔（飾演桑尼）、洛伊丝·厄尔文（飾演馬蒂）、达伦·约翰（飾演尤金）、萨米·凯利（飾演帕蒂）、杰森·凯普韦尔（飾演青年天使／文斯·方丹）、南希·希尔（飾演林奇老師）、苏菲·西堅尼（飾演查查）等。

### 2011年芝加哥版
《油脂》在2011年再次在芝加哥公演，該版基於1971年原版。此次公演由芝加哥美國劇院公司藝術導演P·J·帕帕或利和《油脂》原作者之一吉姆·雅各布斯共同參與製作。該版自2011年4月21日至8月21日期間公演，以紀念《油脂》首次公演40周年。基於版權原因，在此版上演時，有少數劇中歌曲未能在劇中演唱。

## 劇情

### 第一幕 （1971年版）
1959年韋迪爾高中舊生在英文老師林奇（在電影版稱為麥基校長）的號召之下重聚。當畢業生代表尤金·霍茲克發表講話時，「漢堡皇宮男孩」（在電影版和後期重新公演版本稱為「雷鳥」）和「粉紅女士」突然出現。
其後，時光倒流回1959學年開學日。「粉紅女士」坐在飯堂，而「漢堡皇宮男孩」則坐在學校門口。插班女生桑迪·杜布雷斯基（在電影版稱為桑迪·奥尔森）向「粉紅女士」（法蘭奇、馬蒂、珍和贝蒂·里索）講述她曾與「漢堡皇宮男孩」的首領丹尼·佐科有過短暫的戀愛關係。在敘述此段關係時，桑迪以浪漫角度描述，而丹尼則向其他「漢堡皇宮男孩」（杜迪、桑尼、罗杰和肯力基）誇大其與桑迪的性關係。
桑迪和丹尼在學校碰到對方，當他們為這次重逢而感高興時，其他「漢堡皇宮男孩」來到，丹尼將桑迪推開一邊。在「漢堡皇宮男孩」離開之後，桑迪感到傷心，此時「粉紅女孩」向她發出馬蒂睡衣派對的邀請。不久，各人聚集在禮堂以欣賞杜迪因購買新結他而舉辦的即兴音乐会。
在馬蒂的睡衣派對，「粉紅女士」嘗試吸煙、喝酒和穿耳環，並談及男孩。馬蒂在睡衣派對講及她對一個海軍陸戰隊隊員弗雷迪的長距離追求。與此同時，「漢堡皇宮男孩」正忙著偷轮毂盖，丹尼戲弄肯力基有關他經常吹噓的「新車」「油脂閃電」。
丹尼在啦啦隊綵排中與桑迪重逢，並打算就上次的事向桑迪道歉。但此時，作為啦啦隊隊長的帕蒂·森各斯對丹尼調情。帕蒂向丹尼談到賽跑選拔賽即將來到，因此丹尼向桑迪說他會參加賽跑隊以證明自己是花心的人。丹尼離開之後，帕蒂和桑迪練習啦啦舞。
「漢堡皇宮男孩」和「粉紅女士」帶著便携式收音机參加公園野餐。羅傑分享了向珍示愛一事，和他向不知情的受害者露出屁股的興趣。里索取笑丹尼正和一個類似於桑德拉·迪伊的女孩墮入愛河，其他油脂者亦隨之加入去取笑還沒有來到野餐的桑迪。
桑迪在此時來到，油脂者亦結束對她的恥笑。桑迪告訴丹尼她以後也不想和他見面。然後，桑迪離開公園，丹尼對桑迪的負面回應不置可否，油脂者亦開始準備學校舞會。丹尼取笑不參加舞會的馬蒂，並聲稱無論如何他們都會成為朋友。

### 第二幕 （1971年版）
學校舞會當晚，每個人都在體育館享受舞蹈。桑迪獨自一人留在家中聽收音機，並因為想念丹尼而哭泣。
不久之後，肯力基和他的舞伴查查·迪格爾戈里奧，一個來自別校的女孩跳舞。肯力基其後改與原本和丹尼配搭的里索配搭，丹尼遂改為與查查配搭。司儀文斯·方丹宣佈比賽開始，經過幾輪淘汰之後，丹尼和查查奪冠。丹尼獲得兩張汽車影院戲票作為獎勵。
幾天後，肯力基、杜迪和桑尼獲悉查查為「漢堡皇宮男孩」敵人成員的女朋友，並告知法蘭奇。查查向該童黨炫耀她與丹尼跳舞，該童黨於是決定向「漢堡皇宮男孩」挑戰。參加賽跑隊的丹尼，對挑戰表示不相信和疑惑。丹尼基於賽跑比賽，回絕了該童黨的邀請。
在戰鬥之前，肯力基、杜迪和桑尼先到漢堡皇宮買小吃，而法蘭奇因為在美容學校表現不佳而被開除學籍，感叹著自己的未來。此時青年天使出現，呼籲法蘭奇重返校園，但被法蘭奇拒絕。
不久後，肯力基、杜迪和桑尼離開漢堡皇宮，但仍看不見敵對童黨。之後油脂者得悉羅傑失蹤，正當他們打算離開，羅傑突然帶著一條車用天線出現。油脂者抨擊羅傑以此作為遲到的藉口。原來羅傑曾經代表「漢堡皇宮男孩」，獨自一人與該童黨的三位成員決戰。
丹尼和桑迪在「油脂閃電」中欣賞電影，丹尼向桑迪訴說他對肯力基、杜迪和桑尼三人的憤慨，並就三人的行為和他在野餐時的行為向桑迪致歉。丹尼向桑迪送上戒指，他想對桑迪更親密一些，可是一切發生得太快，桑迪走開了。丹尼想念她，並願望能與她再次一起。
幾天後，除丹尼以外的油脂者均來到珍的地庫舉行派對。杜迪在派對中用結他和羅傑一起表演。里索則擔心自己懷孕，但告訴肯力基他不是孩子的父親，並拒絕其他油脂者的優待，提早離開地庫。其後里索和桑迪一起，桑迪問她為何拒絕她的朋友，她就說她對比其他人看來，是一個更好的人。之彼里索離開，桑迪決定了她需要迎合其他油脂者。
第二天，「漢堡皇宮男孩」一起的時候，帕蒂突然悲慘地和傷心地來到，當眾指出丹尼離開賽跑隊和向教練豎中指。「漢堡皇宮男孩」取笑和恭喜丹尼回歸「漢堡皇宮男孩」。桑迪則在「粉紅女士」的協助之下，裝扮成油脂者的夢想約會對象。丹尼對這樣的轉變深感高興，丹尼和桑迪亦互相表達共同感受。
其後，其他「漢堡皇宮男孩」和「粉紅女士」鼓勵丹尼和桑迪破鏡重圓。他們開心地誠邀帕蒂在羅傑家和他們欣賞《米奇老鼠俱樂部》，並獲她答應。而里索最終亦發現自己並沒有懷孕，她和肯力基亦因此復合。在大團圓結局的襯托之下，「漢堡皇宮男孩」、「粉紅女士」、桑迪和帕蒂唱歌慶祝友誼長存。

### 2007年版改動
2007年重新上演的版本中，「漢堡皇宮男孩」改稱「雷鳥」，開頭亦被完全改動。2007年版的開頭，改為根據同名電影情節改編，即桑迪與丹尼在海邊渡假聖地相遇並一見傾心，在假期結束時，桑迪問丹尼：「我們完了嗎？」，丹尼答他們的戀愛才剛開始。然後情景返回學校，由油脂者唱出他們的反叛生活。
在2007年版第二幕，在丹尼和查查勝出比賽之後，桑迪在比賽結束後不久得悉消息，趕往會場，丹尼沒有留意桑迪在會場。雖然丹尼在此時對並沒有理會桑迪，桑迪不能停止想念丹尼。

## 角色及演員
| 角色                                    | 1972年百老匯版  | 1973年西區劇院版            | 1978年電影     | 1993年西區劇院版          | 1994年百老匯版          | 2007年百老匯版     | 2007年西區劇院版 | 2011年芝加哥版     |
| --------------------------------------- | --------------- | --------------------------- | -------------- | ------------------------- | ----------------------- | ------------------ | ---------------- | ------------------ |
| 丹尼·佐科 （Danny Zuko）                          | 巴里·博斯特威克 | 李察·基爾／ 帕特里克·斯韦兹 | 尊·特拉華特    | 克雷格·麦克拉克伦         | 瑞奇·保羅·戈尔丁        | 馬克思·科林        | 丹尼·贝恩        | 阿德里安·阿吉拉尔  |
| 桑迪·杜布雷斯基 （Sandy Dumbrowski）／ 桑迪·奧爾森 （Sandy Olsen） | 卡罗尔·德马斯   | 斯泰西·格雷格               | 奧莉花·紐頓-莊 | 黛比·吉布森               | 苏珊·伍德               | 勞拉·奧斯尼斯      | 蘇珊·麥克法登    | 凯利·戴维斯·威尔逊 |
| 貝蒂·里索 （Betty Rizzo）                          | 阿德里安娜·巴博 | 杰奎 - 安·卡尔              | 斯托克德·钱宁  | 莎莉·安·普雷特            | 波姬·小絲／ 羅茜·奧唐納 | 珍妮·寶華絲        | 謝迪·韋斯特比    | 杰西卡·迪亚兹      |
| 法蘭奇 （Frenchy）                             | 繆思·斯摩       | 费利西蒂·哈里森             | 迪迪·康恩      | 乔·宾厄姆                 | 杰西卡·斯通             | 克尔斯滕·怀亚特    | 阿拉纳·菲利普斯  | 杰西·费舍尔        |
| 珍 （Jan）                                 | 加恩·斯蒂芬斯   | 科莱特·凯利                 | 杰米·唐纳利    | 利兹·尤文                 | 希瑟斯·托克斯           | 林赛·门德斯        | 勞瑞·史嘉芙      | 謝迪爾·瑞法依      |
| 馬蒂 （Marty）                               | 凯蒂·汉利       | 希拉里·拉博爾               | 黛娜·曼洛芙    | 夏洛特·艾利               | 梅根·穆兰里             | 羅賓·赫爾特        | 查理·卡梅伦      | 卡罗尔·罗斯        |
| 肯力基 （Kenickie）                             | 蒂莫西·迈耶斯   | 彼得·阿米蒂奇               | 杰夫·科纳韦    | 谢恩·里奇                 | 贾森·奥普萨尔           | 馬特·薩爾迪瓦      | 肖恩·穆里根      | 托尼·卡諾          |
| 桑尼 （Sonny）                               | 吉姆·博雷利     | 道格·费舍尔                 | 迈克尔·图斯    | 理查德·加健               | 卡洛斯·洛佩斯           | 何塞·雷斯特雷波    | 贝内特·安德鲁斯  | 帕特里克·迪·尼古拉 |
| 羅傑 （Roger）／ 博特西 （Putzie）                 | 沃尔特·伯比     | 斯蒂芬·本特                 | 凯利·沃德      | 德鲁·贾米森               | 亨特·福斯特             | 丹尼爾·阿法拉治    | 理查德·哈德威克  | 罗布·科莱蒂        |
| 杜迪 （Doody）                               | 詹姆斯·坎宁     | 德里克·詹姆斯               | 巴里·皮爾      | 约翰·库姆                 | 萨姆·哈里斯             | 瑞安·帕特里克·宾德 | 李·马丁          | 布巴·韦勒          |
| 林奇老師 （Miss Lynch）／ 麥基校長（Principal McGee）            | 多萝西·莱昂     | 安·威                       | 伊芙·阿登      | 迈拉·桑斯                 | 玛西娅·刘易斯           | 蘇珊·寶馬特        | 玛丽·戴利        | 佩吉·罗德          |
| 尤金·霍茲克 （Eugene Florczyk）                        | 汤姆·哈里斯     | 斯蒂芬·马什                 | 埃迪·迪森      | 艾丹·翠依                 | 汉克·利昂               | 贾米森·斯科特      | 蒂姆·纽曼        | 阿當·沙爾斯        |
| 帕蒂·森各斯 （Patty Simcox）                        | 艾琳·克里斯汀   | 卡萊爾·科罕·碧奇            | 苏珊·巴克纳    | 丹心·歐威特               | 米歇尔·布莱克利         | 艾利森·菲舍尔      | 西沃恩·狄龙      | 阿麗娜·米爾斯      |
| 文斯·方丹 （Vince Fontaine）                          | 唐·彼列         | 罗伊·德斯蒙德               | 艾德·伯恩斯    | 加里·马丁／ 麦克·道尔     | 托比·辛森               | 杰布·布朗          | 杰森·凯普韦尔    | 迈克尔·阿卡多      |
| 莊尼·加西諾 （Johnny Casino）                        | 艾倫·保羅       | 史蒂夫·阿尔德               | 斯科特·西蒙    | 格伦·卡特                 | 保羅·卡斯翠             |                    |                  | 布莱恩·霍华德·康纳 |
| 查查·迪格爾戈里奧 （Charlene "Cha-Cha" DiGregorio）                  | 凯西·莫斯       | 朱莉·亨德森                 | 安妮特·查尔斯  | 希瑟·罗宾斯               | 桑德拉·普波魯           | 娜塔莉·希尔        |                  | 汉娜·戈麦斯        |
| 青年天使 （Teen Angel）                           | 艾倫·保羅       | 史蒂夫·阿尔德               | 弗兰基·阿瓦隆  | 安德鲁·肯尼迪／ 托比·辛森 | 比利·波特               | 史蒂芬·R·賓特厄克  | 杰森·凯普韦尔    | 布莱恩·霍华德·康纳 |

## 曲目

### 1972年百老匯版
| 第一幕 - 《校歌》（Alma Mater） – 林奇老師、帕蒂、尤金和眾人 - 《校歌 （惡搞）》（Alma Mater (Parody)） – 粉紅女士和漢堡皇宮男孩 - 《夏之夜》 – 桑迪、丹尼、粉紅女士和漢堡皇宮男孩 - 《那些魔法改變了》 – 粉紅女士和漢堡皇宮男孩 - 《弗雷迪，我的爱》（Freddy, My Love） – 馬蒂和粉紅女士 - 《油脂閃電》（Greased Lightnin） – 肯力基和漢堡皇宮男孩 - 《韋迪爾戰鬥歌》（Rydell Fight Song） – 桑迪和帕蒂 - 《露股》（Mooning） – 羅傑和珍 - 《看著我，我是桑德拉·迪伊》- 里索和粉紅女士 - 《我们一起去吧》（We Go Together） – 眾人 | 第二幕 - 《在高中舞會上躍動》（Shakin' at the High School Hop） – 眾人 - 《下雨的舞会之夜》（It's Raining on Prom Night） – 桑迪和電台歌手 - 《在高中舞會上躍動 （重奏）》 （Shakin' at the High School Hop (Reprise)） – 眾人 - 《天生手捷舞》（Born to Hand Jive） – 莊尼·加西諾和眾人 - 《美容學校輟學》 – 青年天使、法蘭奇和合唱團 - 《孤身在汽車影院》（Alone at a Drive-in Movie） – 丹尼和漢堡皇宮男孩 - 《搖滾派對女王》（Rock 'N' Roll Party Queen） – 杜迪和羅傑 - 《还有更糟糕的事情我可以做》 – 里索 - 《看著我，我是桑德拉·迪伊（重奏）》- 桑迪 - 《所有人哽咽起来》（All Choked Up） – 桑迪、丹尼、粉紅女士和漢堡皇宮男孩 - 《我们一起去吧（重奏）》（We Go Together (Reprise)） – 眾人 |

### 學校版
| 第一幕 - 《校歌》 – 林奇老師、帕蒂、尤金和眾人 - 《校歌 （惡搞）》 – 粉紅女士和漢堡皇宮男孩 - 《夏之夜》 – 桑迪、丹尼、粉紅女士、漢堡皇宮男孩和帕蒂 - 《那些魔法改變了》 – 杜迪、粉紅女士和漢堡皇宮男孩 - 《弗雷迪，我的爱》 – 馬蒂和粉紅女士 - 《油脂閃電》 – 肯力基和漢堡皇宮男孩 - 《韋迪爾戰鬥歌》 – 桑迪和帕蒂 - 《露股》 – 羅傑和珍 - 《看著我，我是桑德拉·迪伊》- 里索 - 《我们一起去吧》 – 粉紅女士和漢堡皇宮男孩 | 第二幕 - 《下雨的舞会之夜》 – 桑迪和電台歌手 - 《在高中舞會上躍動》 – 眾人 - 《天生手捷舞》– 莊尼·加西諾和眾人 - 《美容學校輟學》 – 青年天使、法蘭奇和合唱團 - 《孤身在汽車影院》 – 丹尼和漢堡皇宮男孩 - 《搖滾派對女王》 – 杜迪和羅傑 - 《看著我，我是桑德拉·迪伊（重奏）》- 桑迪 - 《所有人哽咽起来》 – 桑迪、丹尼、粉紅女士和漢堡皇宮男孩 - 《我们一起去吧（重奏）》 – 眾人 |

### 1993年西區劇院版
| 第一幕 - 《桑迪》 – 丹尼和桑迪 - 《油脂》 – 眾人 - 《夏之夜》 – 桑迪、丹尼、粉紅女士和雷鳥 - 《那些魔法改變了》 – 杜迪和雷鳥 - 《弗雷迪，我的爱》 – 馬蒂和粉紅女士 - 《看著我，我是桑德拉·迪伊》- 里索 - 《油脂閃電》 – 肯力基和漢堡皇宮男孩 - 《韋迪爾戰鬥歌》 – 桑迪和帕蒂 - 《露股》 – 羅傑和珍 - 《我们一起去吧》 – 粉紅女士和雷鳥 | 第二幕 - 《在高中舞會上躍動》 – 眾人 - 《下雨的舞会之夜》 – 桑迪和唐娜·蘇 - 《天生手捷舞》– 莊尼·加西諾和眾人 - 《絕望地貢獻給你》 – 桑迪 - 《美容學校輟學》 – 青年天使和女天使 - 《桑迪》 – 丹尼 - 《搖滾派對女王》 – 杜迪和羅傑 - 《还有更糟糕的事情我可以做》 – 里索 - 《看著我，我是桑德拉·迪伊（重奏）》- 桑迪 - 《你是我想要的》 – 丹尼、桑迪、粉紅女孩和雷鳥 - 《終曲》（Finale） – 眾人 |

### 1994年百老匯版
| 第一幕 - 《校歌》／《我们一起去吧》 – 眾人 - 《我们一起去吧》 – 小孩、粉紅女士和漢堡皇宮男孩 - 《夏之夜》 – 桑迪、丹尼、粉紅女士、漢堡皇宮男孩、尤金和帕蒂 - 《那些魔法改變了》 – 杜迪和漢堡皇宮男孩 - 《弗雷迪，我的爱》 – 馬蒂和粉紅女士 - 《油脂閃電》 – 肯力基和漢堡皇宮男孩 - 《油脂閃電（重奏）》 – 里索和漢堡皇宮男孩 - 《韋迪爾戰鬥歌》 – 桑迪和帕蒂 - 《露股》 – 羅傑和珍 - 《看著我，我是桑德拉·迪伊》- 里索 - 《因为我没有你》 – 桑迪 - 《我们一起去吧》 – 粉紅女士和漢堡皇宮男孩 | 第二幕 - 《在高中舞會上躍動》 – 眾人 - 《下雨的舞会之夜》 – 桑迪、珍和電台歌手 - 《在高中舞會上躍動 （重奏）》 – 管弦樂團和小孩 - 《天生手捷舞》– 莊尼·加西諾和眾人 - 《美容學校輟學》 – 青年天使和女天使 - 《孤身在汽車影院》 – 丹尼和漢堡皇宮男孩 - 《搖滾派對女王》 – 杜迪和羅傑 - 《还有更糟糕的事情我可以做》 – 里索 - 《看著我，我是桑德拉·迪伊（重奏）》- 桑迪和里索 - 《終場組曲》（Finale Medley）（包括《所有人哽咽起来》） – 眾人 |

### 2007年百老匯版
| 第一幕 - 《序幕》（Prologue） – 演奏 - 《油脂》 – 眾人 - 《夏之夜》 – 桑迪、丹尼、粉紅女士、雷鳥、尤金和帕蒂 - 《那些魔法改變了》 – 杜迪和雷鳥 - 《弗雷迪，我的爱》 – 馬蒂和粉紅女士 - 《油脂閃電》 – 肯力基和雷鳥 - 《韋迪爾戰鬥歌》 – 桑迪和帕蒂 - 《露股》 – 羅傑和珍 - 《看著我，我是桑德拉·迪伊》- 里索 - 《我们一起去吧》 – 粉紅女士和雷鳥 | 第二幕 - 《在高中舞會上躍動》 – 眾人 - 《下雨的舞会之夜》 – 桑迪和珍 - 《天生手捷舞》– 莊尼·加西諾和眾人 - 《絕望地貢獻給你》 – 桑迪 - 《美容學校輟學》 – 青年天使和女天使 - 《桑迪》 – 丹尼 - 《搖滾派對女王》 – 杜迪和羅傑 - 《还有更糟糕的事情我可以做》 – 里索 - 《看著我，我是桑德拉·迪伊（重奏）》- 桑迪和里索 - 《你是我想要的》 – 丹尼、桑迪、粉紅女孩和雷鳥 - 《我们一起去吧（重奏）》 – 眾人 - 《油脂組曲》（Grease Medley） – 眾人 |

## 媒體評價及影響
《油脂》剛在百老匯上演時，由於搖滾音樂仍未是音樂劇的主流歌曲類型，加上劇情涉及一夜情、未成年懷孕等相對敏感的內容，故當時的評論界對《油脂》的反應較為冷淡。例如，《油脂》在外百老匯公演時，一名電視評論員指出《油脂》是他一生看的音樂劇中最差的。此情景直至1978年同名電影上映後才有所轉變，並成為英國第四頻道一百大最偉大的歌舞片之一。英國《鏡報》在當時的評論就曾這樣評價《油脂》：「注入一劑天然能量，快速、強烈、興奮……樂趣無窮！」。但在1994年百老匯版上演時，評論界對《油脂》的評論仍然一般。
《油脂》上演時，由於其流行音樂的風格，顛覆了當時音樂劇界以爵士樂為主的音樂風格，而受到百老匯觀眾的歡迎。1980年，《油脂》以3388場的紀錄打敗當時公演場數最多的《屋頂上的提琴手》，成為百老匯公演場數最多的音樂劇，直至1983年才被《歌舞線上》打破。1978年，《油脂》被改編成電影，成為電影史上最成功的歌舞電影之一。電影版的成功，不單令隨後上演的音樂劇增添電影版的情節，亦影響後來的流行文化。《油脂》電影版在香港上映後，掀起跳舞熱潮，香港已故歌手張國榮首張專輯《情人箭》便收錄《油脂熱潮》一曲。而韓劇《星夢高飛2》和美劇《吉列合唱團》亦有引用《油脂》的部份情節及歌曲。

## 獎項及提名

### 1972年百老匯版
| 年份   | 頒獎典禮   | 類別               | 提名                     | 結果 |
| ------ | ---------- | ------------------ | ------------------------ | ---- |
| 1972年 | 戲劇桌獎   | 優秀編舞           | 帕特里夏·伯奇            | 獲獎 |
| 1972年 | 戲劇桌獎   | 優秀服裝設計       | 凱莉·羅賓斯              | 獲獎 |
| 1972年 | 戲劇世界獎 | 戲劇世界獎         | 阿德里安娜·巴博          | 獲獎 |
| 1972年 | 東尼獎     | 最佳音乐剧         | 最佳音乐剧               | 提名 |
| 1972年 | 東尼獎     | 最佳音乐剧剧本     | 吉姆·雅各布斯和沃倫·凱西 | 提名 |
| 1972年 | 東尼獎     | 最佳音乐剧男主角   | 巴里·博斯特威克          | 提名 |
| 1972年 | 東尼獎     | 最佳音乐剧男配角   | 蒂莫西·邁爾斯            | 提名 |
| 1972年 | 東尼獎     | 最佳音乐剧女配角   | 阿德里安娜·巴博          | 提名 |
| 1972年 | 東尼獎     | 最佳编舞           | 帕特里夏·伯奇            | 提名 |
| 1972年 | 東尼獎     | 最佳音乐剧服装设计 | 凱莉·羅賓斯              | 提名 |

### 1993年西區劇院版
| 年份   | 頒獎典禮        | 類別         | 提名          | 結果 |
| ------ | --------------- | ------------ | ------------- | ---- |
| 1994年 | 勞倫斯·奧利弗獎 | 最佳復興戲劇 | 最佳復興戲劇  | 提名 |
| 1994年 | 勞倫斯·奧利弗獎 | 最佳戲劇編排 | 阿琳·菲利普斯 | 提名 |

### 1994年百老匯版
| 年份   | 頒獎典禮   | 類別             | 提名           | 結果 |
| ------ | ---------- | ---------------- | -------------- | ---- |
| 1994年 | 戲劇桌獎   | 優秀男配角       | 萨姆·哈里斯    | 提名 |
| 1994年 | 戲劇桌獎   | 優秀編舞         | 杰夫·卡尔霍恩  | 提名 |
| 1994年 | 戲劇世界獎 | 戲劇世界獎       | 波姬·小絲      | 獲獎 |
| 1994年 | 東尼獎     | 最佳復排音樂劇   | 最佳復排音樂劇 | 提名 |
| 1994年 | 東尼獎     | 最佳音乐剧女配角 | 玛西娅·刘易斯  | 提名 |
| 1994年 | 東尼獎     | 最佳编舞         | 杰夫·卡尔霍恩  | 提名 |

### 2007年百老匯版
| 年份   | 頒獎典禮 | 類別           | 提名           | 結果 |
| ------ | -------- | -------------- | -------------- | ---- |
| 2007年 | 東尼獎   | 最佳復排音樂劇 | 最佳復排音樂劇 | 提名 |

## 腳注
1. 1 2  Defiglio, Pam. . Chicago Tribune. 2009-02-19  [2009-11-27]. （原始内容存档于2010-03-22）. Alumni honored in Taft's Hall of Fame include ... Jim Jacobs, who based his musical "Grease" on Taft High School Jupe.
2. 1 2 3 4 5 6 7  Miller, Scott. . New Line Theatre. 2007-03-30  [2008-07-10]. （原始内容存档于2008-10-03）.
3. 1 2  Simonson, Robert. . 2011-03-31  [2015-05-02]. （原始内容存档于2015-05-18）.
4. 1 2 3 4 5 6 7 8 9 10 11 12 13 14 15 16 17 18 19 20 21  . 樹德科技大學. 樹德科技大學. 2013-09-05  [2015-04-09]. （原始内容存档于2015-04-15）.
5. ↑  . www.playbill.com.   [2025-03-14]. （原始内容存档于2009-04-20）.
6. ↑  根據2008年5月26日出版之《時代雜誌》第51頁 , 《油脂》在2007年成為美國高中最常演出的音樂劇之一
7. ↑  Rousuck, J. Wynn. . 1997-11-24  [2015-05-02]. （原始内容存档于2015-10-22）.
8. 1 2 3 4 5 6 7 8  . Playbill Vault.   [2015-05-02]. （原始内容存档于2015-04-25）.
9. ↑  Guernsey, edited by Otis L. . New York: Dodd, Mead. 1972: 492. ISBN 0-396-06698-4.
10. ↑  McBride, Walter. . 2011-12-07  [2015-04-26]. （原始内容存档于2015-05-05）.
11. ↑  Simonson, Robert. . 2011-05-27  [2015-05-02]. （原始内容存档于2016-03-04）.
12. ↑  .   [2015-05-02]. （原始内容存档于2015-04-29）.
13. ↑  . Internet Broadway Database.   [2015-05-02]. （原始内容存档于2015-04-02）.
14. ↑  .   [2015-05-02]. （原始内容存档于2015-05-07）.
15. ↑  . Internet Broadway Database.   [2015-05-04]. （原始内容存档于2015-05-05）.
16. ↑  . Internet Broadway Database.   [2015-05-04]. （原始内容存档于2015-03-18）.
17. ↑  . IMDb.   [2015-05-04]. （原始内容存档于2015-03-13）.
18. ↑  . Playbill Vault.   [2015-05-04]. （原始内容存档于2015-05-05）.
19. ↑  Rothstein, Mervyn. . 2010-09-01  [2015-05-04]. （原始内容存档于2016-01-21）.
20. ↑  . IMDb.   [2015-05-04]. （原始内容存档于2015-06-17）.
21. ↑  . Internet Broadway Database.   [2015-05-04]. （原始内容存档于2015-04-03）.
22. ↑  Green, Stanley. . Encyclopedia of the Musical Theatre (Da Capo Press). 1980: 160  [2015-04-27]. ISBN 0-306-80113-2. （原始内容存档于2014-07-04）.
23. ↑  Hepple, Peter. . 2002-10-10  [2011-08-26]. （原始内容存档于2011-07-27）.
24. ↑  . Agatha Christie.   [2015-05-05]. （原始内容存档于2015-06-17）.
25. ↑  . London Theatre Direct. 2012-06-19  [2015-05-04]. （原始内容存档于2015-12-27）.
26. 1 2 3 4  . Ovrtur.   [2015-05-05]. （原始内容存档于2015-05-05）.
27. 1 2  . Paul Nicholas & David Ian Associates Ltd.   [2015-05-05]. （原始内容存档于2015-05-12）.
28. ↑  . Ovrtur.   [2015-05-05]. （原始内容存档于2015-05-18）.
29. ↑  . Playbill, Inc.   [2015-05-13]. （原始内容存档于2015-05-15）.
30. ↑  . Ovrtur.com.   [2015-04-13]. （原始内容存档于2016-08-06）.
31. 1 2 3  . Playbill Vault.   [2015-05-05]. （原始内容存档于2015-05-04）.
32. ↑  . Playbill Vault.   [2015-05-05]. （原始内容存档于2015-05-10）.
33. ↑  Gans, Andrew. . 2007-07-24  [2015-05-05]. （原始内容存档于2015-05-18）.
34. ↑  Gans, Andrew. . 2009-01-04  [2015-05-05]. （原始内容存档于2015-05-18）.
35. ↑  . Broadwayworld.com.   [2010-01-18]. （原始内容存档于2009-09-28）.
36. 1 2  Shenton, Mark. . Playbill.com. 2010-09-16  [2015-04-28]. （原始内容存档于2014-01-02）.
37. ↑  Atkins, Tom. . Whatsonstage.com. 2007-08-09. （原始内容存档于2007-09-14）.
38. ↑  . ThisIsTheatre.com.   [2010-03-09]. （原始内容存档于2010-02-11）.
39. ↑  . Paul Nicholas & David Ian Associates Ltd.   [2015-05-05]. （原始内容存档于2014-12-17）.
40. 1 2  Simonson, Robert. . Playbill.com. 2011-03-30  [2015-05-05]. （原始内容存档于2011-07-31）.
41. ↑  Jones, Chris. . Chicago Tribune. 2010-03-21  [2015-05-05]. （原始内容存档于2012-11-01）.
42. 1 2 3 4 5 6 7 8 9 10 11 12 13 14 15 16  . StageAgent.com.   [2015-05-05]. （原始内容存档于2015-03-06）.
43. 1 2 3 4  七幕人生音乐剧. .   [2015-05-14]. （原始内容存档于2015-05-18）.
44. ↑  . Channel4.com.   [2010-08-16]. （原始内容存档于2009-05-19）.
45. ↑  . 文匯報. 2010-09-12  [2015-05-14]. （原始内容存档于2015-05-18）.
46. ↑  . 電視廣播有限公司. 電視廣播有限公司. 2009-12-21  [2015-04-08]. （原始内容存档于2015-07-15）.
47. ↑  .   [2015-05-20].
48. ↑  . IMDb.   [2015-05-14]. （原始内容存档于2015-08-12）.
49. 1 2  . The Society of London Theatre.   [2015-05-14]. （原始内容存档于2015-09-24）.
50. ↑  . ibdb.com.   [2010-01-26]. （原始内容存档于2010-02-13）.

## 外部連結
- 百老匯網路資料庫（IDBD）上《Grease》的资料（英文）
- 《油脂》英國公演官方網站 （页面存档备份，存于）
- 《油脂》澳洲公演官方網站 （页面存档备份，存于）
- 《油脂》西班牙公演官方網站
- 《油脂》芝加哥公演官方網站　（2011年版）
- 2007年8月20日《紐約時報》觀賞報告 （页面存档备份，存于）